# Dillinger Franziskanerinnen
Die Dillinger Franziskanerinnen sind eine Kongregation päpstlichen Rechts, die im Jahr 1241 in Dillingen an der Donau als Zusammenschluss christlicher Frauen nach der Art der Beginen-Bewegung gegründet wurde.

## Geschichte

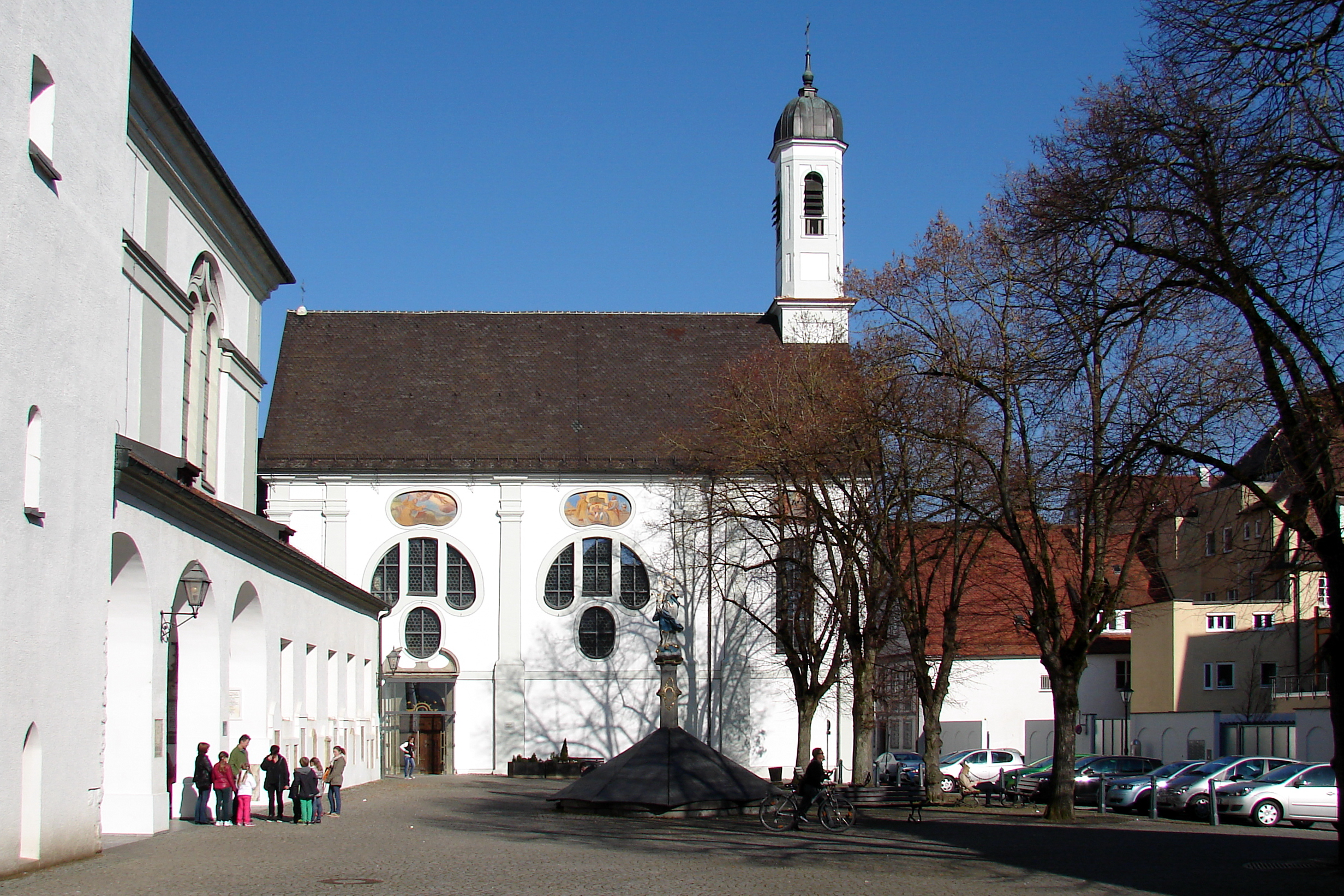
Klosterkirche Mariä Himmelfahrt, Ansicht von Westen

Die Frauen der „Großen Sammlung“, wie sie in Dillingen genannt wurden, lebten zunächst nach eigenen Satzungen, schlossen sich aber etwa 1303–1307 der Regel des regulierten Dritten Ordens des heiligen Franz von Assisi an.
Über 600 Jahre bestand nur ein einzelner Konvent in Dillingen an der Donau.
Die Schwestern lebten seit dem 16. Jahrhundert als kontemplative Gemeinschaft in strenger Klausur, übernahmen aber 1774 den Schulunterricht in Dillingen auf Aufforderung ihres Landesherrn, des Fürstbischofs Clemens Wenzeslaus von Augsburg:
Zum Unterricht gab das Kloster, da es selbstverständlich damals noch keine eigenen Schulräume, geschweige denn Schulhäuser gab, zwei Gelasse in seinem Gasthause ab... Damit war der Schritt vom beschaulichen zum beschaulich=tätigen Orden geschehen.
Am 25. Februar 1803 wurde das Hochstift Augsburg aufgehoben, zwei Jahre später das Dillinger Kloster. Nach der Säkularisation wurde den Schwestern, die zum Aussterben verurteilt waren, am 25. April 1827 von König Ludwig I. die Aufnahme von Kandidatinnen wieder erlaubt. Der Ordensgemeinschaft wurden die Gebäude und die Kirche unter dem Vorbehalt des Staatseigentums zur Benützung überlassen. Seit 1843 gründeten die Dillinger Franziskanerinnen zahlreiche Filialen im süddeutschen Raum. So wurden beispielsweise die ersten Filialen in Höchstädt an der Donau, Dettelbach, Untereisenheim, Wipfeld, Rimpar, Burgau, Gundelfingen an der Donau und Oettingen ins Leben gerufen, an allen diesen Orten wurden die Mädchenschulen übernommen. Federführend war dabei die Generaloberin (Meisterin) Theresia Haselmayr, u. a. in enger Zusammenarbeit mit dem „hervorragenden Seelenführer“ der Klosterfrauen, Johann Evangelist Wagner. Theresia Haselmayr übernahm im Alter von 28 Jahren die Verantwortung für die Schwestern und das Kloster:
Bei ihrer Wahl im Jahre 1836 zählte der ganze Convent 11 Mitglieder, bei ihrem Tode waren es über 200 Ordensfrauen, welche neben dem Mutterkloster in 20 Filialen verteilt waren.
Aus der Dillinger Kongregation gingen auch die Franziskanerinnen von Sießen, die Franziskanerinnen von Bonlanden und die Franziskanerinnen von Au am Inn hervor.

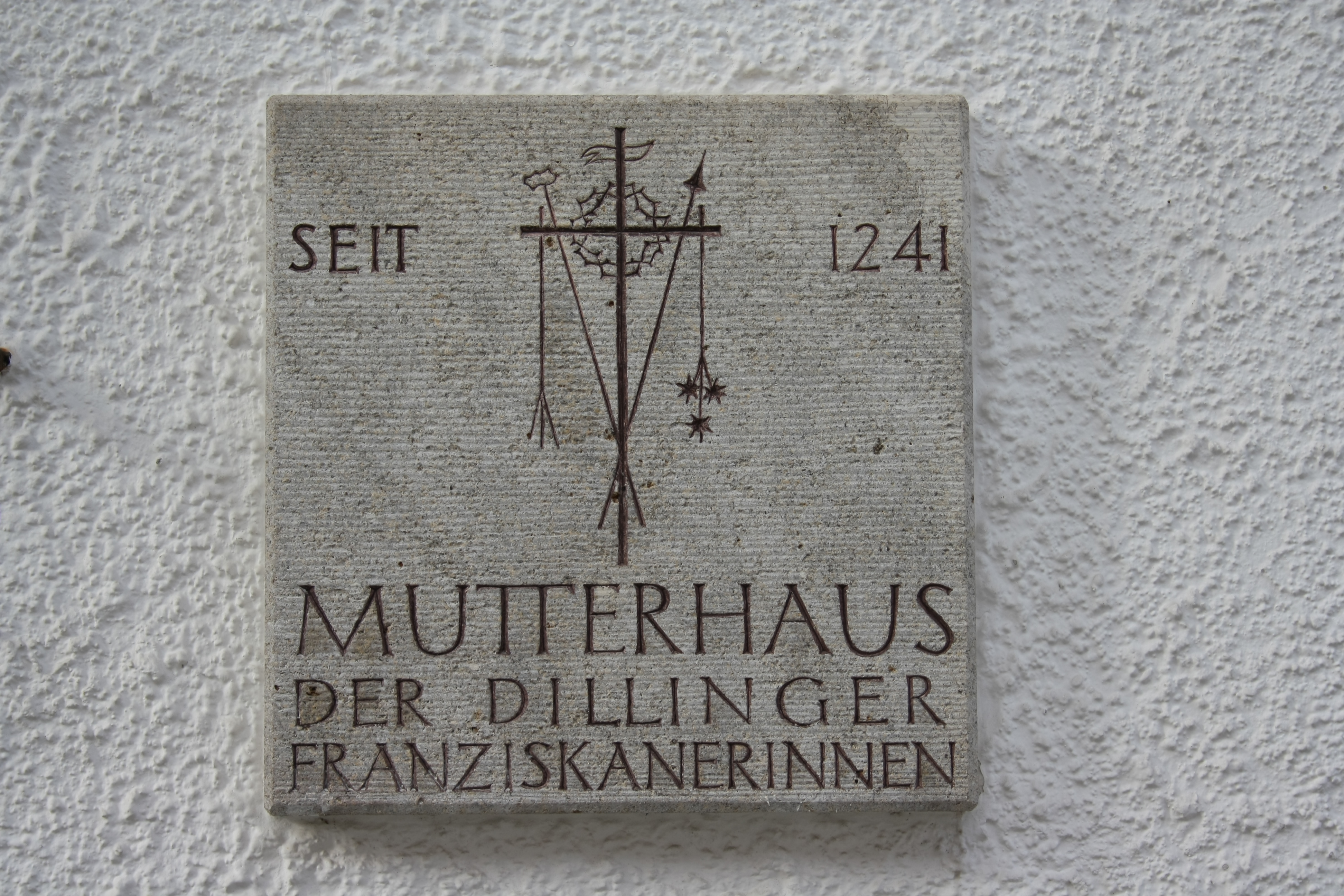
Wappen des Klosters an der Pforte des Mutterhauses der Dillinger Franziskanerinnen

Die Dillinger Franziskanerinnen übernahmen im Lauf der Zeit weitere zahlreiche soziale, pastorale und missionarische Aufgaben in Deutschland, USA, Brasilien und Indien. Eine der drei deutschen Provinzen ist im Rahmen der Regens-Wagner-Werke in der Behindertenarbeit engagiert. Die Schwestern arbeiten aber auch in Kindergärten, Altenheimen, Kinderheimen, Schulen, Krankenhäusern, in der Jugendarbeit und in der Katechese. So betreiben die Dillinger Franziskanerinnen beispielsweise im Ustersbacher Ortsteil Baschenegg ein Kinderheim. 2001 gaben sie folgende, weit über die Grenzen der Stadt hinaus bekannte Schulen an das Katholische Schulwerk der Diözese Augsburg ab: St.-Bonaventura-Realschule Dillingen, St.-Bonaventura-Gymnasium und Fachakademie für Sozialpädagogik Dillingen des Schulwerks der Diözese Augsburg.
Eine Untersuchung durch eine vom Bischof von Augsburg im Dezember 2019 beauftragte Projektgruppe zur Aufklärung von Gewalt in zwei kirchlichen Kinderheimen im Bistum Augsburg ergab, dass es in der Zeit zwischen 1950 und 2004 im Josefsheim in Reitenbuch und im Marienheim in Baschenegg wiederholt Fälle von sexualisierter, körperlicher und seelischer Gewalt durch Hausgeistliche, Mitarbeiter, Nachbarn und ältere Heimbewohner gegeben habe (etwa 50 Betroffene). Für schwere körperliche und psychische Gewalt wie Schläge, Schlafentzug und Kahlrasuren seien auch Hausgeistliche und Ordensschwestern verantwortlich gewesen.
Die Kongregation hat zum 1. Januar 2018 rund 643 Mitglieder in 78 Konventen. Von den sieben Provinzen sind drei in Deutschland, zwei in Brasilien sowie je eine in Indien und den USA. Generaloberin ist M. Roswitha Heinrich, 2017 für sechs Jahre wieder gewählt. Die drei deutschen Provinzen mit Sitz in Bamberg, Dillingen und Maria Medingen sowie 360 Schwestern fusionieren 2022 und nennen sich „Dillinger Franziskanerinnen, Deutsche Provinz“ mit Sitz in Dillingen (Franziskanerinnenkloster Dillingen an der Donau und Klosterkirche Mariä Himmelfahrt).

## Dokumentation
- Klosterpioniere: Die selbstbewusste Dienerin. Ein Film von Juri Köster, gezeigt im Bayerischen Fernsehen am 21. März 2007.